# 志村琉璃塔
志村琉璃塔又名志公塔，位于中华人民共和国山西省晋中市榆次区乌金山镇志村西北角，乌金路东侧，紧邻大学园区。
志村琉璃塔为明代建筑，清代重修，系蓝色琉璃塔，每层檐角挂有风铃。1960-70年代，志村琉璃塔遭严重损毁，现残存7层，通高11米，塔身已无完整蓝色琉璃构件。
1981年8月1日，琉璃塔由榆次市人民政府公布为文物保护单位（县级）。